# Ерік Блом
Ерік Вальтер Блом (англ. Eric Blom; 20 серпня 1888, Берн — 11 квітня 1959, Лондон) — англійський музикознавець і лексикограф.

## Біографія
Батько Еріка був наполовину німцем, наполовину англійцем, а мати була швейцаркою. Здобував освіту німецькою мовою, пізніше переїхав до Англії, де і опублікував свої перші роботи.
У 1919–1926 роках разом з Розою Ньюмарч писав програми пояснення до концертів лондонського «Нью Куінс хол оркестру» і для Норіджського фестивалю. У 1923–1931 роках був лондонським кореспондентом газети «Manchester Guardian», після чого в 1931–1946 роках працював музичним критиком газети «Birmingham Post». З 1949 був музичним редактором газети «Observer». У 1937–1950 і 1954–1959 роках був редактором журналу «Music and Letters». З 1946 до 1954 — редактор переробленого 5-го видання «Словника музики і музикантів» («Dictionary of music and musicians», 1-9 том) Дж. Гроува.
У Лондоні займався аналізом форми класичних творів (наприклад, опер Амадея Моцарта), перекладав тексти вокальних творів, для серії «Майстри музиканти» («Master Musicians») написав окремий том, присвячений Моцарту.

## Твори
- «Stepchildren of music» (Лондон — 1925; Нью-Йорк — 1967)
- «A general index to modern msical literature in the English language» (Лондон — 1927; Нью-Йорк — 1970)
- «Tschaikowsky's orchestrial works» (Лондон — 1927)
- «The limitations of music» (Лондон — 1928)
- «Mozart» (Лондон — 1935; Нью-Йорк — 1963)
- "Beethoven's pianoforte sonatas discussed (1938, 1968)
- «A musical postbag» (Лондон — 1941)
- «Music in England» (Нью-Йорк — 1942)
- «Some great composers» (Лондон — 1944, 1961)
- «Everyman's dictionary of music» (Лондон — 1946; Нью-Йорк — 1962)
- «Major and Minor» (Лондон — 1958)